# 芙蕾·阿斯達
芙蕾·阿尔斯達，是《機動戰士GUNDAM SEED》中的登場角色，大西洋聯邦政務次官喬治·阿尔斯達的女兒，是基拉·大和等人就讀的學校中的偶像。

## 人物資料
- 人種：自然人
- 生日：C.E. 56年3月15日
- 忌日：C.E. 71年9月27日
- 星座：雙魚座
- 享年：15歲
- 血型：A型
- 身高：162cm
- 體重：56kg
- 髮色：深紅色
- 瞳色：灰色
- 聲優：桑島法子（日）／林美秀（台）／陳凱婷（港）

## 原作資料
是大西洋聯邦事務次官的愛女，在札夫特搶奪4機鋼彈後，便和煌等人待在大天使號上。
受父亲影响厭惡調整者。
在父親被札夫特所害之後，無意中發現煌因敵人為兒時好友阿斯蘭而疑似未盡全力，間接造成父親之死。在悲痛及仇恨之心下產生想藉由煌·大和的手去消滅所有的札夫特軍的想法，並成功引誘煌與其發生關係。在與煌親近相處後，逐漸發現煌的溫柔並被其所感動，復仇與利用的想法逐漸被依賴與愛所取代，但本人並不自知。在得知煌在與阿斯蘭互相想殺死對方的決鬥中被神盾的零距離自爆波及生死不明後之消息後顯得十分驚愕和悲傷。
之後轉屬到其他單位而離開大天使號，因緣際會下被克魯澤抓到而將破解中子干擾器的秘密交給她並透過她轉交給希望肅清調整者的藍色宇宙手上。
在三艦同盟的努力下，藍色宇宙的主力主天使號終於被擊沉。在擊沉前芙蕾搭乘逃生艇脫出。
經過許多的波折芙蕾終於在最後的時刻看到駕著自由高達來拯救她的煌，但沒多久被天帝鋼彈一道光束射穿逃生艇，在戰場上懊悔哭泣的煌之前出現芙蕾的幻影，在安慰煌之後芙蕾的身影消失在宇宙中。

## 外部連結
- 佩莉·阿斯達《機動戰士GUNDAM SEED》gundam.info官方網站 （页面存档备份，存于）（繁體中文）（简体中文）（英文）